# Cleora taprobana
Cleora taprobana là một loài bướm đêm trong họ Geometridae.